# João de Ferro

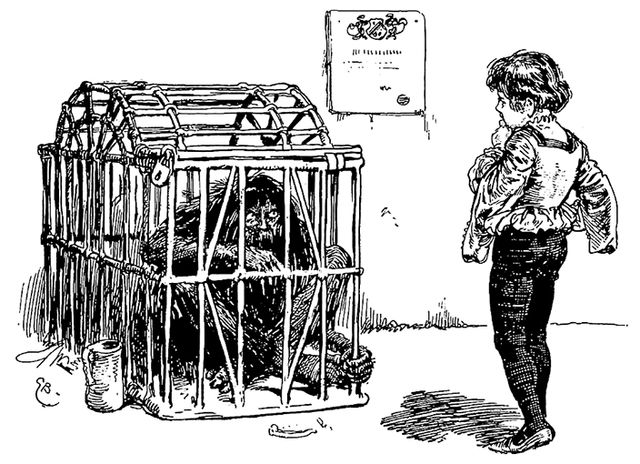
João de Ferro na gaiola

"João de Ferro" (em alemão: “Der Eisenhans”) é um conto de fadas alemão coletado pelos Irmãos Grimm, sob o número 136, contando a história da amizade entre um homem selvagem e um príncipe. Ele está posto no Sistema de classificação de Aarne-Thompson,  sob o número 502, com o tema “a ajuda do homem selvagem”. A maioria das pessoas vêm a história como uma parábola sobre um menino que amadurece para a vida adulta. 

## História
Um rei tinha uma grande floresta próxima a seu castelo, onde havia uma grande variedade de animais. Certo dia, o rei enviou um caçador à floresta, ordenando-lhe trazer uma gazela; porém, o caçador nunca retornou. Supondo que algum acidente pudesse ter acontecido, no dia seguinte, o rei enviou mais dois caçadores à floresta; mas, estes também tiveram o mesmo destino. Por fim, no terceiro dia, o rei enviou  todos os caçadores que restavam no seu castelo. Estes partiram em grupo, mas, novamente, nenhum retornou. O rei proclamou a floresta como local perigoso e proibiu a todos de nela entrarem. Alguns anos mais tarde, um explorador errante, acompanhado por um cão, ouviu essa história e pediu permissão para caçar na floresta, alegando que ele seria capaz de descobrir o destino dos outros caçadores. O homem e seu cachorro foram autorizados a entrar, e quando eles chegaram a um poço, no meio da floresta, o cão foi puxado para dentro d'água, por um braço gigante. No dia seguinte, o caçador retornou à floresta com um grupo de homens para esvaziar o poço. Eles encontram um homem nu, com a pele dura e marrom, semelhante ao ferro enferrujado e com os cabelos desgrenhados que chegavam aos joelhos. Eles o capturaram, amarraram com cordas e o levaram preso, colocando-o numa jaula no pátio do castelo, onde ele ficou exposto, como uma curiosa atração. Ninguém estava autorizado a libertar o homem selvagem, sob pena de morte, sendo que a própria rainha deveria guardar a chaves da jaula. Assim, a floresta voltou a ser segura para todos. Anos mais tarde, o jovem príncipe, de oito anos de idade, estava brincando com uma bola de ouro no pátio. Acidentalmente, a bola rolou para dentro da jaula do homem selvagem que a pega e fala ao garoto que só devolveria sua bola, se ele o libertasse. O menino recusou, e por três dias, foi pedir a bola ao homem. No terceiro dia, o selvagem, por fim o convenceu e orientou-o a pegar a única chave capaz de abrir a jaula, a qual estava escondida debaixo do travesseiro da rainha. Embora o príncipe tenha hesitado no início, ele criou coragem para adentrar nos aposentos de sua mãe e roubar a chave. De posse da chave, o jovem príncipe libertou o homem selvagem, que lhe revelou que seu nome era “João de Ferro”. O príncipe disse ao selvagem que temia ser condenado à morte, por tê-lo libertado. Assim, João de Ferro concordou em levar o príncipe com ele para a floresta.  João de Ferro era poderoso e tinha muitos tesouros guardados. Ele ordenou ao príncipe que vigiasse seus bens, mas o avisou para não deixar ninguém tocá-los ou jogar algo no poço, para não poluí-lo. Quanto a quem tocasse na água, instantaneamente, seria transformado em ouro. O menino colocou-se ao lado do poço, donde muitas vezes viu um peixe dourado ou uma cobra dourada aparecer, mas tomou cuidado para que nada caísse dentro Estando sentado, acabou por ferir o dedo e, involuntariamente, mergulhou-o na água. Tirando rapidamente o dedo para fora, viu que ele estava todo dourado. Apesar da dor, tudo o que ele fez para lavar o ouro foi em vão. À noite, João de Ferro voltou, olhou para o garoto, e perguntou o que havia acontecido. O garoto, escondendo a mão com o dedo dourado, nas costas, disse que nada acontecera. Mas João disse que sabia que ela havia mergulhado o dedo na água, contando-lhe que com o tempo, o efeito poderia passar. Porém, recomendou-lhe tomar cuidado para não repetir isto e para não deixar nada cair no poço. Ao raiar do dia, o menino já estava sentado ao lado do poço e, olhando seu dedo machucado, ele o passou a mão sobre a cabeça, ao que, infelizmente, um fio de cabelo caiu dentro do poço. Ele  rapidamente o tirou para fora, mas o fio já estava todo dourado. João de Ferro chegou, dizendo ao menino que sabia o que tinha acontecido.  Mais uma vez, João relevou e deixou o menino ficar, alertando-o que se o poço fosse poluído uma terceira vez, o menino não poderia mais ficar ali. No terceiro dia, o menino sentou-se junto ao poço, e não mexeu sequer o dedo, por mais que este doesse. Mas o tempo de vigia foi muito para ele, que distraído, olhou para o reflexo de seu rosto na superfície da água. Abaixando-se muito, o seus cabelos compridos caíram dos ombros e tocaram a água. Imediatamente, todo o seu cabelo ficou dourado e brilhante como o sol. Aterrorizado, o pobre rapaz  pegou o seu lenço e o amarrou em volta de sua cabeça, a fim de que João não pudesse ver o cabelo dourado. João de Ferro chegou e já sabendo tudo, mandou o rapaz tirar o lenço. O menino desculpou-se inutilmente. Decepcionado com o fracasso do menino, João de Ferro o mandou embora, numa situação de pobreza e de luta pela sobrevivência. Porém, reconhecendo que o príncipe tinha um bom coração, disse-lhe que, se ele precisasse de alguma coisa, simplesmente deveria vir à floresta e chamar o nome de João de Ferro, três vezes. O príncipe viajou para uma terra distante e ofereceu seus serviços no castelo do rei, onde inicialmente foi contratado como auxiliar do cozinheiro real. Tendo vergonha do seu cabelo dourado, ele se recusava a retirar o chapéu perante o rei, pelo que foi nomeado ajudante do jardineiro. Quando aquele reino entrou em guerra, o príncipe, já crescido, percebeu ser a sua chance de se fazer notável. Porém dispondo apenas de um cavalo velho, ele procurou João de Ferro que lhe deu um cavalo forte, uma armadura brilhante e uma legião de soldados com armaduras de ferro para lutar ao seu lado. O príncipe, sem revelar sua identidade, defendeu com sucesso sua nova pátria, e antes de voltar incógnito ao castelo, devolveu a João de Ferro tudo o que ele lhe tinha emprestado. Em comemoração à vitória, o rei anunciou um banquete que duraria três dias e ofereceu a mão de sua filha em casamento a qualquer um dos cavaleiros que pudesse pegar uma maçã de ouro, que a princesa lançaria no meio deles. O rei esperava que o misterioso cavaleiro que havia salvo o reino se apresentasse para conquistar tal prêmio. Novamente, o príncipe pede socorro a João de Ferro que o transforma novamente no cavaleiro misterioso. No primeiro dia, o príncipe, com uma armadura vermelha e montado num cavalo castanho, pegou a maçã de ouro e fugiu. No segundo dia, com uma armadura prateada e montado num cavalo branco, novamente o príncipe pegou a maçã e fugiu. No terceiro dia, com uma armadura preta e montado num cavalo negro, que João de Ferro lhe dera, o príncipe fez a mesma coisa. Porém, quando estava se afastando, os soldados do rei o perseguiram e um deles o feriu na perna. Ele conseguiu escapar; mas, seu cavalo saltou tão violentamente que seu elmo caiu deixando os soldados do rei verem os seus cabelos dourados. Voltando ao castelo, os soldados relataram tudo ao rei. No dia seguinte, a filha do rei perguntou o jardineiro sobre ajudante. Ele respondeu que o jovem estava trabalhando no jardim, acrescentando que o achava muito estranho por ter ido às comemorações do reino e chegado em casa muito tarde, trazendo três maçãs de ouro.
O rei chamou o rapaz à sua presença e ele compareceu com o chapéu cobrindo seus cabelos. Mas a filha do rei foi até ele e tirou-lhe o chapéu, deixando à mostra seus cabelos dourados. O jovem era tão bonito que todos se admiraram. O rei perguntou-lhe se era ele o cavaleiro misterioso que salvara o reino. O jovem confirmou, mostrando as três maçãs de ouro e a perna ferida pelo soldado real.
Em seguida confessou ser filho de um outro poderoso rei. Então o rei ofereceu-lhe a mão da princesa. No dia do casamento, seu pai e sua mãe estavam presentes e muito alegres, pois haviam perdido toda a esperança de rever o seu filho novamente. E quando todos estavam na festa do casamento, a música parou de repente, as portas se abriram e um rei majestoso entrou com um grande séquito. Ele se dirigiu até o noivo, abraçou-o dizendo ser João de Ferro, que por um encanto tornara-se um homem selvagem, a quem o príncipe digno e de coração puro libertou. Em reconhecimento, João disse que o príncipe seria o herdeiro de todos os seus tesouros.

## Variantes
Este conto é conhecido em toda a Europa, com variantes como o “Homem Peludo”, que foi incluído, por Andrew Lang, no “Livro das Fadas Vermelho”. A variante mais comum, encontrada na Europa, na Ásia e na África começa com um príncipe que por alguma razão se torna servo de um ser diabólico, de quem ele adquire os mesmos dons. Outra variante é o “Cavalo do Mago”, um conto de fadas grego, que  Andrew Lang incluiu no “Livro das Fadas Cinza”. A mais antiga variante preservada é a versão italiana “Guerrino e o Homem Selvagem”. Outra variante é “Georgic e Merlin”. No romance de cavalaria o motivo aparece em forma reconhecível em “Roswall e Lilian”.